# Eleutherodactylus acmonis
Eleutherodactylus acmonis är en groddjursart som beskrevs av Schwartz 1960. Eleutherodactylus acmonis ingår i släktet Eleutherodactylus och familjen Eleutherodactylidae. IUCN kategoriserar arten globalt som starkt hotad. Inga underarter finns listade i Catalogue of Life.